# 地歌
地歌（ぢうた、地唄）は、江戸時代には上方を中心とした西日本で行われた三味線音楽であり、江戸唄に対する地（地元＝上方）の歌。当道という視覚障害者の自治組織に属した盲人音楽家が作曲、演奏、教授したことから法師唄ともいう。長唄と共に「歌いもの」を代表する日本の伝統音楽の一つ。また三曲の一つ。

## 概要
三味線を用いた音楽としては、初期に上方（京阪地方）で成立していた地歌は、元禄頃までは江戸でも演奏されていた。その後、江戸では歌舞伎舞踊の伴奏音楽としての長唄へと変化、また河東節などの浄瑠璃音楽の普及によって、本来の地歌そのものはしだいに演奏されなくなっていった。
幕末までには、京阪を中心に東は名古屋、西は中国、九州に至る範囲で行われた。明治以降には生田流系箏曲とともに東京にも再進出、急速に広まった。現在は沖縄を除く全国で愛好されている。ただし東京では「地唄舞」の伴奏音楽としてのイメージがあり、地唄舞が持つ「はんなり」とした雰囲気を持つ曲という印象を持たれがちであるが、地唄舞は地歌に舞を付けたものであって、最初から舞のために作曲されたものはない。また地唄舞として演奏される曲目は地歌として伝承されている曲の一部（端歌ものが中心）であり、地歌の楽曲全体をみれば、音楽的には三味線音楽の中でも技巧的であり、器楽的な特徴を持つ曲が非常に多い。
一方、三曲界内部においては、明治維新以来の西洋音楽の導入に伴って、その器楽的部分に影響を受け、江戸時代を通じて器楽的に発達していた「手事物」に注目されることも多い。しかしながら「歌いもの」の一つとして発達した地歌は伝統的な声楽としての側面も持っている。
一般的に地歌、三曲の世界では三味線を三弦と称する場合が多い（三絃とも書く）。
現在では箏曲と一体化しまた尺八楽、胡弓楽とのつながりも深く、全国的に普及している。また多くの三味線音楽が人形浄瑠璃や歌舞伎といった舞台芸能と結びついて発展してきた近世邦楽の中にあって純音楽的性格が強く、舞台芸能とは比較的独立している。

## 歴史

### 江戸時代初期

#### 三味線の伝来と地歌の発祥
地歌は、三味線の伝来とほぼ同時に始まったと考えられるので、三味線音楽の中で最も長い歴史を持つ。すなわち、戦国時代末期に琉球を経由して大阪の堺に入ってきた中国の弦楽器三弦を、平曲（平家琵琶=平家物語の語り物音楽）を伝承していた当道座の盲人音楽家（琵琶法師）たちが改良して三味線を完成させ、琵琶を弾く撥によって弾き始めるという形で、三弦音楽としての地歌は始まったと考えられる。中でも石村検校は三味線音楽興隆の祖と言われる。その後も地歌は、主に当道座の盲人音楽家たちによって作曲、演奏、伝承されてきた。現存で最も古い楽曲としては、江戸時代初期に完成されたと考えられる「三味線組歌」がある （「琉球組」「飛騨（ひんだ）組」など）。

### 江戸時代中期

#### 組歌の停滞と長歌の発生
これらは小歌曲をいくつか連ねた形式だが、やがて飽きられ、元禄の頃には一貫した内容を持つ「長歌」が作曲されるようになる。これは江戸の検校たちによって始められたらしく、作曲家として浅利検校、佐山検校などが有名である。やがて上方でもこれに倣った曲が作られるようになる。また長歌は江戸で歌舞伎舞踊の伴奏としても使われるようになり、長唄へと発展して行く。「桜尽し」「こんかい」「古道成寺」「花の宴」などが知られている。

#### 手事物の始まり
いっぽうこの頃から、歌ばかりでなく、「さらし」「三段獅子」「躑躅」「六段恋慕」など、歌の間にまとまった器楽部分を持つ曲が作られるようになる。この部分を「手事」といい、こういった形式の曲を「手事物」という。手事ものは初めの頃はまだ曲も少なく、音楽的にも比較的単純なものが多かったが江戸時代後期に大発展し、地歌を代表する楽曲形式となる。

#### 端歌の発生と流行
さらに、これらに含まれない雑多な曲も多数作られた。これを「端歌（はうた）」と呼ぶが、江戸の端唄とは別のものである（一部地歌の端歌から取り入れられている物もある）。端歌は一部流行歌など大衆的な音楽も含み、軽音楽的な要素もあって、地歌と大衆的歌謡との接点でもあった。プロである盲人音楽家だけではなく、素人の愛好家たちによって作られた曲もあり、全般的に叙情的な小品が多い。18世紀半ばになると端歌は大坂を中心に大量に作曲されるようになり、鶴山勾当、藤永検校、政島検校らによって洗練され、大いに流行した。同世紀末に作られた峰崎勾当の「雪」は、端歌もの地歌の傑作として有名である。このほか「黒髪」「鶴の声」「小簾の戸」「芦刈」「所縁の月」「袖の露」「菊の露」「落し文」「名護屋帯」「露の蝶」「袖香炉」などがよく知られている。

#### 三曲と三曲合奏
もともと地歌三味線、箏、胡弓は江戸時代の初めから当道座の盲人音楽家たちが専門とする楽器であり、総称して三曲という。これらの楽器によるそれぞれの音楽である地歌、箏曲、胡弓楽が成立、発展して来たが、演奏者は同じでも種目としては別々の音楽として扱われており、初期の段階では異種の楽器同士を合奏させることはなかった。しかし元禄の頃、京都の生田検校によって三弦と箏の合奏が行われるようになり、地歌と箏曲は同時に発展していくことになる。
現在伝承されている曲の多くは三弦で作曲され、その後に箏の手が付けられているものが多く、三弦音楽として地歌は成立し、ほぼ同時かその後に箏曲が発展してきたと考えられる。ただし箏曲の「段もの」は後から三絃の手が付けられたものであり、ほかにもしばしば胡弓曲を三弦に取り入れたものもある。胡弓との合奏も盛んに行われ、三弦、箏、胡弓の3つの楽器、つまり三曲で合奏する三曲合奏が行われるようになった。このような環境の中で地歌は、三弦音楽として発展した。

#### 謡ものの始まりと諸浄瑠璃の吸収
18世紀末には、尾張の藤尾勾当が、能の詞章を取り入れた曲をいくつも作曲した。これを「謡（うたい）もの」と呼び、「葵の上」「梓」「富士太鼓」「虫の音」「屋島」などが有名であり、この後も能に取材した曲がいくつも作られている。また元禄の頃から浄瑠璃の半太夫節や永閑節などが地歌に取り入れられた。さらに18世紀後半には繁太夫節が地歌に取り込まれ、検校たち自身が浄瑠璃を作曲することにもなった。「紙治」「金五郎」「三吉」「橋づくし」などが知られた曲である。このように地歌は劇場音楽との関わりも持っている。

#### 作ものの発生
同じ頃、滑稽な内容を持つ「作（さく）もの」と呼ばれるジャンルも生まれた。これは「おどけ物者」ともよばれ、「曲ねずみ」「たにし」「狸」などの動物が主人公で智恵を絞って難を逃れる内容のものがある他、「寛活一休」「浪花十二月」等もある。物語性が非常に強く、擬音を用いるなど地歌では特殊なジャンルと言える。関西系地歌箏曲家が伝承している他、まれではあるが宮城派等の他派も演奏会で演目に挙げることがある。非常に多彩な技能を要し、どの曲も難曲といって過言ではない。

### 江戸時代後期

#### 手事ものの完成
このように江戸時代中期から後期にかけて、音楽性の高い楽曲が数多く作られるようになった。特に器楽部分が発達して、手事と呼ばれる、歌の間にはさまれる長い器楽部分を持つ曲（手事物と呼ばれる）が多く伝承されている。手事ものを大成したのは、18世紀末に大阪で活躍した峰崎勾当であり、彼は前述のように「雪」をはじめ端歌ものもいくつか残しているが、その一方で「吾妻獅子」「梅の月」「越後獅子」「翁」「残月」など、手事を技巧的で長いものとし、三味線が器楽的に大いに活躍する曲をも多数作曲した。彼の後輩である三つ橋勾当も「松竹梅」「根曳の松」の作曲で知られている。三つ橋勾当は曲中の手事の数を増やし、より長大で変化に富んだものとした。こうして地歌は器楽的な側面を強くしていった。

#### 替手式箏曲の始まりと合奏の発達
また文化の頃に大阪の市浦検校が、これまでほとんどユニゾンに近かった箏の合奏を改め、もとの三味線に対して異なった旋律を持つ箏パートを作るようになった。これを「替手式箏曲」と呼び、更に八重崎検校らによって洗練されて行く。三味線同士の合奏も盛んで、やはり原曲と異なった複雑な合奏効果をもつパートである「替手」がいろいろ作られ、また元の曲と合奏できるように作られた別の曲を合わせる「打合せ」など、三曲合奏とともに様々な合奏が発達した。

#### 京ものの大発展
この後、手事もの作曲の主流は京都に移る。まず松浦検校が京都風な洗練を加えた手事ものの曲を多く作り、以後京都で作曲された手事もの地歌を「京もの」「京風手事もの」「京流手事もの」と呼ぶようになる。さらに菊岡検校（1792年 - 1847年）が京都で手事物を多数作曲した。それらのほとんどの曲には、同時代に活躍した八重崎検校（1776年 - 1848年）が箏のパートを作曲しており、地歌・箏曲の合奏曲として発展し、地歌としても最盛期を迎えたといえる。と同時に、地歌と箏曲はほとんど一体化した。他にも、京都の石川勾当が「八重衣」「新青柳」「融」など、非常に長大で複雑な技巧を尽くした曲を残している。また光崎検校も「桜川」「千代の鶯」「七小町」「三津山」「夜々の星」等を作った。ここに来て、地歌はもはやこれ以上進む余地がないほど三味線の技巧の極致に達した。

#### 撥の改良
大阪の津山検校によって、こんにち地歌で広く使われている形の撥「津山撥」が考案されたのも文政から天保初年にかけてのことである。

#### 箏曲独立への胎動
菊岡検校の後輩である光崎検校はその頃に活躍した。彼は箏の名手八重崎の弟子でもあり、楽曲としての高度に発達を遂げて飛躍的な発展の余地が少ないと思われた地歌から、まだ発展の余地のある箏に眼を向け、箏のみの音楽をいくつか作る。こうして箏曲が再び独自に発展を始めることになり、以後吉沢検校らに受け継がれて、次第にこの傾向が発展して行く。

#### パート間の緊密化
光崎検校は従来の手事もの地歌でも「桜川」「夜々の星」「七小町」などを残しているが、多くの自作品において、はじめて三味線、箏両パートを一人で作曲した。これによってパートが固定され緊密化され、合奏音楽としての完成度が高くなっている。この傾向は後輩にも受け継がれ、幾山検校や吉沢検校なども同様に作品を残した。吉沢は更に進んで「玉くしげ」などにおいて三味線、箏、胡弓の三パートをすべて一人で作曲した。また幕末には京阪や名古屋のみではなく中国、九州などでも地歌が盛んになり、中国地方では「常盤の色」「春の寿」、九州地方では「海士小舟」「水の玉」など、独自の曲が作られた。

### 明治以降

#### 維新後の混乱と地歌の普及
明治時代になると、箏曲が独自に発展してゆき、地歌の作曲は少なくなっていった。もちろんまったく作られなくなったわけではなく、京都の古川瀧斎、松坂春栄、名古屋の小松景和、岡山の西山徳茂都などが作品を残してはいるが、箏のみの作品が圧倒的に増えていく。それは、すでに地歌音楽が完成され尽くしてしまっていたこと、西洋音楽や明清楽の音階の要素を箏の方が容易に取り入れることができること、恋愛や遊里色もある三味線に比べ、明朗、清新な時代精神に箏の音色が合致していると思われたことが、理由として挙げられる。また新政府により当道座が解散させられ、特権的な制度に守られた音楽活動はなくなったことは、この時代の大きな変化であった。
こうして権威を失った検校たちは困窮し、寄席にまで出演して稼がねばならない有り様であった。反面こうして地歌は一般にも広まり、特に、江戸時代中期以降は地歌が盛んでなかった東京をはじめとする東日本に、生田流系箏曲とともに地歌が再び広まる機会ともなった。長谷幸輝、富崎春昇、米川親敏（のちの米川琴翁）、川瀬里子、福田栄香、金子花敏、中塩幸裕など九州、大阪をはじめ西日本各地から東京に進出する演奏家も多かった。やがて西洋一辺倒の時期が過ぎると、地歌は箏曲、尺八とともに全国に普及した家庭音楽となり、広く愛好されるようになった。ただし箏が主体となって、地歌単独での作曲は少なくなったが、地歌的な作品、地歌三味線を使った曲は宮城道雄をはじめ、こんにちに至るまで少なからず作られている。
また、三味線音楽のジャンルを超えた合奏曲（杵屋正邦の「三弦四重奏曲」、藤井凡大の「二種の三弦のためのソナタ」など）も作られている。三曲合奏は、胡弓の代わりに尺八を用いて、三弦、箏、尺八での合奏が多くなってゆき、現在ではこのような形式で演奏されることが多い。ただし胡弓入りの三曲合奏が廃れてしまったわけではなく、現在でも各地で行われている。

## 音楽的特徴
盲人作曲家によって作られた曲が多く、視覚的な内容よりも心情的な内容を表現した音楽が多いとされる。また劇場とは関係なく純音楽として発展して来たため、全体に内省的でデリートな表現が多く、劇的な表現は少ない。

### 多音的な合奏法
器楽合奏的側面が近世邦楽の中でもっとも強く、多くは合奏で演じられる。「手事もの」の発展に伴い、多音的で複雑な合奏が発達し、地合わせ、段合わせ、打ち合わせ、本手替手合奏、三曲合奏など、多様な合奏法がある。たいていの曲は合奏できる箏、胡弓、尺八のパートが付けられていて、また三味線の替手を持つ曲も少なくない。

### 器楽的要素
長い器楽部を持つ「手事もの」が、もっともよく演奏され、曲も非常に多い。これは歌よりも器楽部分である「手事」に重心が置かれ、また曲によっては3オクターヴ以上の音域を駆使するなど、色々な三味線の技巧が発達している。
数は少ないながら器楽曲を持つ。「晴嵐」「十二段すががき」「四段砧」がそれであり、また箏曲の器楽曲種目である「段もの」も三味線用に編曲されている。
単なる自然描写や心情の吐露の域を脱し、純音楽として高踏的な芸術性を発揮している曲も決して少なくない。

### 音域
特に「手事もの」では3オクターヴまで使う曲が少なくなく、もっとも使用音域の広い曲では3オクターヴと3度に達する。

### 三味線の技法
左手による、余韻を活かしたポルタメント奏法である「すり」、「打ち指」、「落し撥」などの装飾音的技法を多用し、手事では降ろし撥とすくいを細かく連続的に交互に続ける音型が多用される。また、「逆はじき」「摺り手」「撥消し」などの特殊な技法もしばしば使われ、これらは風の音、虫の声などの擬音技法として使われることが多い。逆に長唄や義太夫節のような劇場用三味線音楽のように、撥を叩きつけたりする劇的な表現はほとんどみられない。 全体に技巧的で、繊細な技法が発達している。

#### 転調、調弦法
どんな小曲でも、たいていは曲中に部分的な転調があり、中規模以上の曲では頻繁に転調がある。属調、下属調への転調が普通だが、松浦検校らの作品には特殊な転調が見られるものがある。
使用される調弦法は低二上り、低本調子、一下り（三上り）、本調子、二上り、三下り、六下り、高三下りなどで、中規模の曲の多くが、途中一度は調弦を変える。大曲の場合はほとんど二回の調弦変えを行ない、三回変える曲も少なくない。ただし『八重衣』のように大曲でも一度も調弦を変えず、すべて左手のポジションにより頻繁な転調に対応する曲もある。いっぽう『浮舟』など端歌ものの小曲でも調弦を変えるものがある。調弦変えの目的は転調のためと、響きによる雰囲気の変化を求めるためである。
- 調弦変えの例
  - 低本調子 - 低二上り - 三下り - 本調子 『融』など
  - 低二上り - 三下り 『磯千鳥』『四季の眺』 など
  - 低二上り - 本調子 『梅の月』など
  - 低二上り - 一下り（三上り） - 本調子 『桜川』など
  - 低二上り - 一下り（三上り） - 本調子 - 二上り『松竹梅』『根曳の松』 など
  - 本調子 - 二上り 『吾妻獅子』『楫枕』など
  - 本調子 - 三下り - 本調子 - 二上り 『玉川』『尾上の松』『玉くしげ』など
  - 本調子 - 二上り - 高三下り 『新青柳』『笹の露』『宇治巡り』『七小町』など
  - 三下り - 本調子 『萩の露』など
  - 三下り - 本調子 - 二上り 『ながらの春』
  - 三下り - 二上り 『面影』など
  - 六下り - 三下り 『茶音頭』

### 歌唱
歌の節を聴かせる曲が多い。歌はたいていひとつひとつの音節を長く伸ばし、母音に様々な節をつけるよう作られている。特に端歌ものには、節回しの面白さを聴かせる曲が多い。また手事ものでも、歌の節に力点が置かれている曲もある。歌の旋律はもともと地歌の本拠地であった関西方言のイントネーションを基盤にしている。歌の音域が広く、ふつう2オクターヴ程度。曲によって高音域が多いものと低音域が多いものがある。これは女性的な内容の曲とか、追善のための曲など、内容による。
語りはほとんどない。『融』に少し語りの部分があるが、これは平曲の「素声」（しらごえ）を取り入れたもの。このほか語りが入る曲は非常に少ない。本来が劇場とは関係なく発展してきたので、劇的な表現は少ない。

### その他
三弦を用いる近世邦楽の中では、演奏者が楽器を弾きながら歌を歌うことも特徴的である。京阪地方を中心に盛んだったために上方唄と呼ばれたり、また、当道座の盲人たちによって伝承されてきたために法師唄とも呼ばれることもあった （検校など当道座の盲人は髪を剃りユニフォームが「検校服」と呼ばれる僧衣に近いもので、僧形であったため。ただし平曲以外の演奏は民間の礼服である紋付羽織袴が多かった）。

## 三曲のひとつとして
江戸時代中期以降、三曲と総称される地歌、箏曲、胡弓楽は合奏のために共通の曲を持つようになり、次第に一体化し、後期には不可分の関係となった。また江戸末期以降、それまで地歌に便乗する形で発展して来た箏曲が、今度は先に立って発展したので、箏曲の一環にあげられることもあるが、三弦音楽として作られた曲が本来的な地歌である。したがって、「六段の調」、「八段の調」、「乱れ」などは初期の箏本曲（本来、箏のために作られた曲、これらも三弦、胡弓と合奏が可能）であり、「千鳥の曲」、「秋の曲」などは江戸後期の箏本曲（「千鳥の曲」は胡弓本曲でもある）であるので、本来的には地歌とは呼ばれない。また胡弓本曲の伴奏として地歌三味線が用いられることもある。

## 曲種の分類
地歌は非常に曲数が多く、歴史も長いため実に様々な傾向の曲が存在する。そこで、楽曲形式だけではなく、様々な切り口で曲種の仕分けが行なわれる。したがって一つの曲でも様々に分類づけることができる。例えば「新青柳」は手事もので京もの、謡ものであり、石川の三つものの一つである。また「松竹梅」は手事もの、大阪もの、祝儀もので十二曲の一つである。すべての流派で使われるわけではないものもある。
- 楽曲形式に由来するもの
  - 三味線組歌（小歌曲をいくつもつなぎ合わせて作った曲群、またそれに倣って作られた曲群。現在ではごく一部の系統にのみ伝承されている地歌最古の曲群）
  - 長歌（一貫した内容を持つ曲群。長い曲が多い）
  - 端歌（雑多な曲群。短めの叙情曲が多い）
  - 歌もの（手事ものに対し、歌のみ、もしくは手事はあってもごく短くあくまでも歌に重点が置かれた曲群）
  - 手事もの（本格的な手事を備えた曲群）
  - 段もの（本来箏曲の曲目）
  - 砧もの（箏曲「砧」より移入しそれから発展した曲群）
  - 器楽曲（歌が付随せず楽器だけで奏される曲。段もの、砧ものも含まれる）
- 取材先、移入元に由来するもの
  - 謡もの（能の詞章を一部抽出し、ほとんどそのまま歌詞とした曲群）
  - 浄瑠璃もの（種々の浄瑠璃から移入された曲の総称）
  - 半太夫もの（浄瑠璃の半太夫節から移入された曲）
  - 繁太夫もの（浄瑠璃の繁太夫節から移入され、またそのスタイルで作曲された曲群）
  - 永閑もの（浄瑠璃の永閑節から移入された曲）
- 内容、曲調に由来するもの
  - 作もの（滑稽な内容を持つ曲群。手事のある曲が多い）
  - 獅子もの（曲名に「獅子」の語が付き、荘重かつ華麗な曲調を持つ曲群。すべて手事ものに属する）
  - 道成寺もの（道成寺に関連した曲群）
  - 恋慕もの（曲名に「恋慕」という語がつく曲群。恋を明るく扱った曲）
  - 祝儀もの（祝儀用に作られたおめでたい曲群）
  - 追善もの（故人の追善用に作られた曲群）
  - 節もの（歌に比重が置かれた曲群）
  - 怨霊もの（怨霊をテーマとする曲群）
  - 尽しもの（主題となる特定の器物や歌枕、地名などの名を連ねて一連の歌詞とした曲群。「何何尽し」という曲名が多い）
- 作曲された場所に由来するもの。様式的な特徴も含む。
  - 大阪もの（大阪で作曲された手事もの）
  - 京もの（京都で作曲された手事もの）
  - 名古屋もの（吉沢検校とその系統により作曲された曲群）
  - 九州もの（九州系で作られた曲）
- 教授システムに由来するもの
  - 手ほどきもの
  - 許しもの
  - 三つもの
  - 十二曲（大阪で特に大切にされた12曲の総称）
- 作曲者に由来するもの
  - 松浦の四つもの（松浦検校作品中の四大名曲）
  - 石川の三つもの（石川勾当作品中の三大名曲）
  - 宮城曲（宮城道雄の作品群）
- 用途に由来するもの
  - 芝居歌（芝居の伴奏として使われる曲群）
- 調弦に由来するもの
  - 本調子もの
  - 二上りもの
  - 三下りもの
- 合奏に由来するもの
  - 段合わせもの（手事が複数段に分かれている曲のうち、段どうし互いに合奏もできるように作曲されている曲群）
  - 打合せもの（元の曲に対し、合奏できるように作られた別の曲があり、実際に異曲合奏 {打ち合わせ} で演じられるのが普通に行なわれる曲群）

## 代表的な曲
「八千代獅子」、「難波獅子」、「尾上の松」、「黒髪」、「狐会（こんかい）」、「古道成寺」、「玉川」、「ゆき」、「小簾の戸」、「袖の露」、「袖香炉」、「残月」、「越後獅子」、「吾妻獅子」、「西行桜」、「末の契り」、「若菜」、「新浮船」、「宇治巡り」、「四季の眺め」、「深夜の月」、「四つの民」、「松竹梅」、「根曳の松」、「夕顔」、「茶音頭」、「ながらの春」、「楫枕」、「磯千鳥」、「園の秋」、「今小町」、「御山獅子」、「船の夢」、「笹の露」、「竹生島」、「梅の宿」、「ままの川」、「新娘道成寺」、「八重衣」、「新青柳」、「融」 、「桜川」、「七小町」、「千代の鶯」、「夜々の星」、「萩の露」

## 地歌三味線（三弦・三絃）の特徴
1. 中棹に含められているが、地歌の三味線は棹や胴が浄瑠璃系の中棹三味線よりもやや大きい。ただし細棹三味線よりも更に細い柳川三味線（京三味線）を使う流派も少ないながらある。また糸（弦）も長唄よりもやや太いものを使うことが多い。
2. 棹が胴に接するあたりは、普通の三味線では棹の上面が徐々にカーブを描いて下がっていく（この形を「鳩胸」と呼ぶ）が、地歌の三味線では上面が胴に接するぎりぎりまで高さを保つように作られている。これにより、開放弦から2オクターヴと2度程度までの高い音を出すことができるようになっている（他の三味線は1オクターヴと5 - 6度）。これを考案したのは、明治に熊本、東京で活躍した九州系地歌演奏家の長谷幸輝（ながたにゆきてる・1843年 - 1920年）といわれる。手事もの地歌曲では高いポジションをよく使用するが、これにより明確な高音が出せるようになった。後にこのつくりは津軽三味線等民謡用の三味線にも取り入れられている。
3. 駒は水牛の角製のものが多く、まれに象牙やべっ甲製のものもある。裏面（皮に接する面）に金属のおもり（金、銀、あるいは鉛）を二カ所に埋め込んだものが多く使われる。おもりの重さによって音色も変わって来るので、地歌の演奏家は普通、楽器の癖、皮の張り具合、天候、曲調などに合わせいくつもの駒を使い分ける。なおこの駒を改良したのも長谷幸輝といわれ、本来九州系で使われていたものが次第に広まったもので、関西では水牛角製でもおもりがなく底辺の大きい「台広」といわれる駒を使うことが多かった。いずれにしても地歌の駒は音色を決める上で非常に重要なものであり、その点において世界の弦楽器の駒の中でももっとも発達したものと言ってもよい。
4. 撥は、多くの系統で「津山撥」と称する大型のものを使用する。これは文政から天保初年の頃に大阪の津山検校が改良したもので、撥が先に向かって急に開くあたりから厚みを急に減らし、それから先が急に薄くなっているもの。撥の開きも大きいこともあり、撥先が鋭く、弾力性も増して細かな技巧に適している。また弾く時には、撥を胴の枠木の部分に当て、撥音を立て過ぎないようにする。これも繊細な音作りのためである。これらは地歌が劇場のような広い場所での演奏でなく、また芝居や舞踊の伴奏ではない純粋な音楽として、音に注意を集中し、室内でじっくりと音色を味わう音楽上の性格から来ている。材質はすべて象牙でできたものを第一とし、それを「丸撥」（まるばち）と呼ぶ。他に握りの部分が象牙で、撥先をべっ甲にしたものもよく使われる。昔は握りが水牛の角製のものが多かった。もちろん現在では象牙、べっ甲共に稀少品なので、合成樹脂でできているものを稽古に使うことも多い。